# Centro Andaluz de la Fotografía
El Centro Andaluz de la Fotografía (CAF), ubicado en el Liceo Artístico y Literario de Almería, se creó en 1992. En 1996 este Centro pasó a depender de la Dirección General de Instituciones del Patrimonio Histórico. 
Su fundación permite dar una oferta institucional permanente, tratando la fotografía no como un medio en sí mismo, sino desde una perspectiva interdisciplinar, donde tiene cabida el tratamiento y estudio de los medios audiovisuales bajo diversos enfoques. Actualmente ofrece los siguientes servicios: exposiciones, talleres, ediciones de catálogos fotográficos, investigaciones, divulgación y recuperación del Patrimonio Gráfico Andaluz, producciones propias y colaboración con instituciones y colectivos relacionados con la fotografía.
En la pequeña plaza que sirve de antelación al centro museístico podemos observar el Monumento a Manuel Falces, fotógrafo almeriense.